# Sidusa olivacea
Sidusa olivacea är en spindelart som beskrevs av Pickard-Cambridge F. 1901. Sidusa olivacea ingår i släktet Sidusa och familjen hoppspindlar. Inga underarter finns listade i Catalogue of Life.